# 1933 في بيرو
فيما يلي قوائم الأحداث التي وقعت خلال عام 1933 في بيرو.

## سياسة

### تعيين في المنصب
- 30 أبريل – أوسكار بينافيدس رئيس بيرو.

### انتهاء فترة المنصب
- 30 أبريل – لويس ميغيل سانشيز سيرو رئيس بيرو.

## مواليد

### سبتمبر
- 27 سبتمبر – لينا مدينا

## وفيات

### مارس
- 14 مارس – جوستافو خيمينيز (مواليد 1886)

### أبريل
- 30 أبريل – لويس ميغيل سانشيز سيرو (مواليد 1889) سياسي بيروفي.